# Reading
Reading (phát âm /ˈrɛdɪŋ/ ⓘ RED-ing) là một thị trấn ở Anh, tọa lạc tại nơi hợp lưu của sông Thames và sông Kennet, trên cả tuyến đường sắt chính phía Tây vĩ đại và xa lộ M4, cự ly khoảng 40 dặm Anh về phía tây London. Thị trấn này thuộc hạt hoàng gia Berkshire và là thủ phủ hạt từ năm 1867.
Reading đã là một trung tâm quan trọng quốc gia trong thời kỳ Trung cổ. Ngày nay, thị trấn này là một trung tâm thương mại và bảo hiểm và công nghệ thông tin. Thị trấn Reading có hai trường đại học. Thị là nơi đăng cai các festival âm nhạc.

## Giao thông
Reading có tuyến xe lửa chạy thẳng tới nhà ga Paddington (30 phút) và Waterloo. Thành phố nằm ngay đường cao tốc Motorway M4. Phi trường gần nhất là London Heathrow, cách 25 miles (40 km). Có một tuyến xe buýt tốc hành tên RailAir nối liền Reading với phi trường Heathrow.